# Taraxacum holmenianum
Taraxacum holmenianum — вид трав'янистих рослин родини Айстрові (Asteraceae); високо арктичний карликовий вид Канади й Ґренландії.

## Опис
Рослини 5–12(20) см заввишки; багаторічні трави; з молочним соком. Має прямий конічний корінь, спрямований вертикально вниз, з якого ростуть допоміжні корінці. Має стеблекорінь. Наземне стебло має невелику перехідну зону між коренем і базальними листям. Листки в основному базальні, або базальні в розетці, лопатеві, чергуються, щорічно вмирають і не стійкі. Черешки присутні або відсутні; довжина 0–30 мм; крилаті; голі. Листові пластини прості. Листові основи пом'якшені. Листові пластини (15)20–60(90) мм завдовжки завширшки 3.5–13 мм, ланцетні, плоскі, здаються одножильними. Верхня поверхня листа гола й темно-зелена. Нижня поверхня листа гола.
Квіткові стебла без листя. Квіти знаходяться в суцвіттях одиничних голів. Квіткові голови глибиною (10)15–20 мм, шириною 17–25 мм. Суцвіття не подовжуються, коли плоди дозрівають. Квітоніжка відсутня. Зовнішні приквітки в основному зелені (оливково-зелені з деякими червоними відтінками), яйцюваті або ланцетні, 3–6(7.5) мм у висоту, 1.8–2.5(3) мм шириною (вужче, ніж T. hyparcticum), голі. Внутрішні приквітки висотою 8–15 мм; шириною 1–3 мм. Квітів на суцвіття 30–50(60). Квіточки глибоко або темно-жовті (зовні з чіткою, центральною зеленувато-сірою або рожевою смужка, верхівки коричневі), 15–20 × 1–3 мм. Пиляки жовті; довжиною 3.8–4.2 мм. Плоди однонасінні, сидячі, жовтуваті або солом'яні, довжиною 3.5–4.2 мм; шириною 1–1.2 мм, дзьоби стрункі, часто значно довші, ніж тіло. 2n= 16 (2x).

## Поширення
Центральна Канада, Елсмір, Земля Пірі, Східна Гренландія. Населяє тундру, відкриті схили, на глині або гравію; на висотах 0–300 і вище.